# Babrios

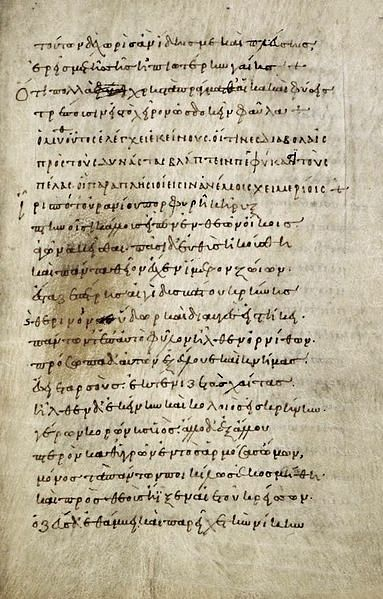
Bladzijde uit de Codex Athous in het British Museum

Babrios of gelatiniseerd Babrius (Oudgrieks: Βάβριος) was een Griekse fabeldichter werkzaam in de 2e of in de late 1e eeuw. Hij was vermoedelijk van Italische afkomst en schreef in het oosten van het Romeinse Rijk, waarschijnlijk in Syrië.

## Fabels
Hij herschreef Aesopische en Libische fabels in choliamben ("hink-jamben") en componeerde ook eigen materiaal. Zijn fabelcollectie besloeg twee boeken, de "Mythiamben" (Μυθίαμβοι), en was alfabetisch geordend. Op basis van de 144 volledig overgeleverde fabels wordt geschat dat er in totaal zo'n tweehonderd zijn geweest. Met Phaedrus tilde hij de aisopische fabel op tot een zelfstandig genre. In de tweed prologen gaf hij enige context, met onder meer de volgende zin:
Fabel, zoon van koning Alexander, is de uitvinding van de aloude Syrische mensen, uit de tijd van Ninus en Belus. De eerste, zeggen ze, die fabels vertelde aan de zonen van de Grieken was Aisopos de wijze, en Cybisses vertelde fabels aan de Lybiërs.
Ninus en Belus waren Babylonische goden, met de Syriërs bedoelde hij waarschijnlijk de Assyriërs. Babrios stond in de klassieke traditie, maar door zijn geografische positie had hij kennis van de oudere fabeltraditie in het Nabije Oosten. Enkele van zijn fabels gaan zelfs terug op Mesopotamische versies.
De tekstuele overdracht van de babriaanse fabels is zeer complex. De meeste kennen we door Minoides Minas, die in 1842 een 10e-eeuwse codex met 123 fabels (afbrekend aan de letter O) ontdekte in het Grote Lauraklooster van Athos (Codex Athous, British Museum, Addit. 22087). Verder zijn enkele van zijn fabels te vinden in een 14e-eeuws manuscript van de Collectio Augustana (Vaticaanstad, Biblioteca Apostolica Vaticana, Vat. Gr. 777) en in het 11e-eeuwse handschrift New York, Pierpont Morgan Library, Ms. 397. Er zijn ook drie papyri met fragmenten: P. Oxyrhynchos X, 1249; P. Amherst II 26; P. Bouriant I. Intrigerend zijn de zogenaamde Tabulae Assendelftianae, wastabletten aangetroffen in Palmyra (Leiden, Universiteitsbibliotheek, bibl. publ. Gr. 109). Ze tonen aan dat de fabels gebruikt werden op school. Avianus bewerkte Babrios in het Latijn, maar in de middeleeuwen raakte hij in de vergetelheid.

## Uitgaven
- George Cornewall Lewis (red.), Babrii Fabulae Aesopeae, cum fabularum deperditarum fragmentis, Thomas Combe, Oxford, 1846 ― Google Books
- W. Gunion Rutherford (red.), Babrius. Edited with introductory dissertations, critical notes, commentary, and lexicon, MacMillan, Londen, 1883 ― Internet Archive
- Ben E. Perry (red.), Babrius and Phaedrus, Loeb, Londen, 1965
- Maria Jagoda Luzzatto (red.), Babrii Mythiambi Aesopei, 1986. ISBN 3322003396
- Niklas Holzberg (red.), Babrios. Fabeln. Mythiambi Aesopici, 2019. ISBN 9783110621655

## In Nederlandse vertaling
In het Nederlands zijn slechts losse fabels van Babrios vertaald:
- W.E.J. Kuiper, "De wezel als bruid", in: Hermeneus, 1940-1941, nr. 6, p. 108-110
- P.J. Enk, Antieke ‘short stories’, Groningen-Batavia, Wolters, 1949, p. 7

## Voetnoten
1. ↑  Pertsinidis 2010, p. 55

- Bibsys: 90187604
- Biblioteca Nacional de España: XX880592
- Bibliothèque nationale de France: cb12005784f (data)
- Catàleg d'autoritats de noms i títols de Catalunya: 981058518686706706
- CiNii: DA01523911
- Gemeinsame Normdatei: 118978160
- International Standard Name Identifier: 0000 0000 9541 7925
- Library of Congress Control Number: n84133329
- Nationale Bibliotheek van Letland: 000125918
- Bibliotheek van het Japanse parlement: 00677042
- Nationale Bibliotheek van Tsjechië: jn20000600545
- Nationale bibliotheek van Australië: 35011537
- Nationale Bibliotheek van Israël: 987007258046805171
- Nationale Bibliotheek van Polen: a0000001690675
- Nederlandse Thesaurus van Auteursnamen: 069867364
- Réseau des bibliothèques de Suisse occidentale: 02-A002956191
- Istituto Centrale per il Catalogo Unico: MILV076470
- LIBRIS: 176421
- Système universitaire de documentation: 028169018
- Trove: 789044
- Virtual International Authority File: 36151776765518010879